# Sveasalen
För andra betydelser, se Sveasalen (olika betydelser).

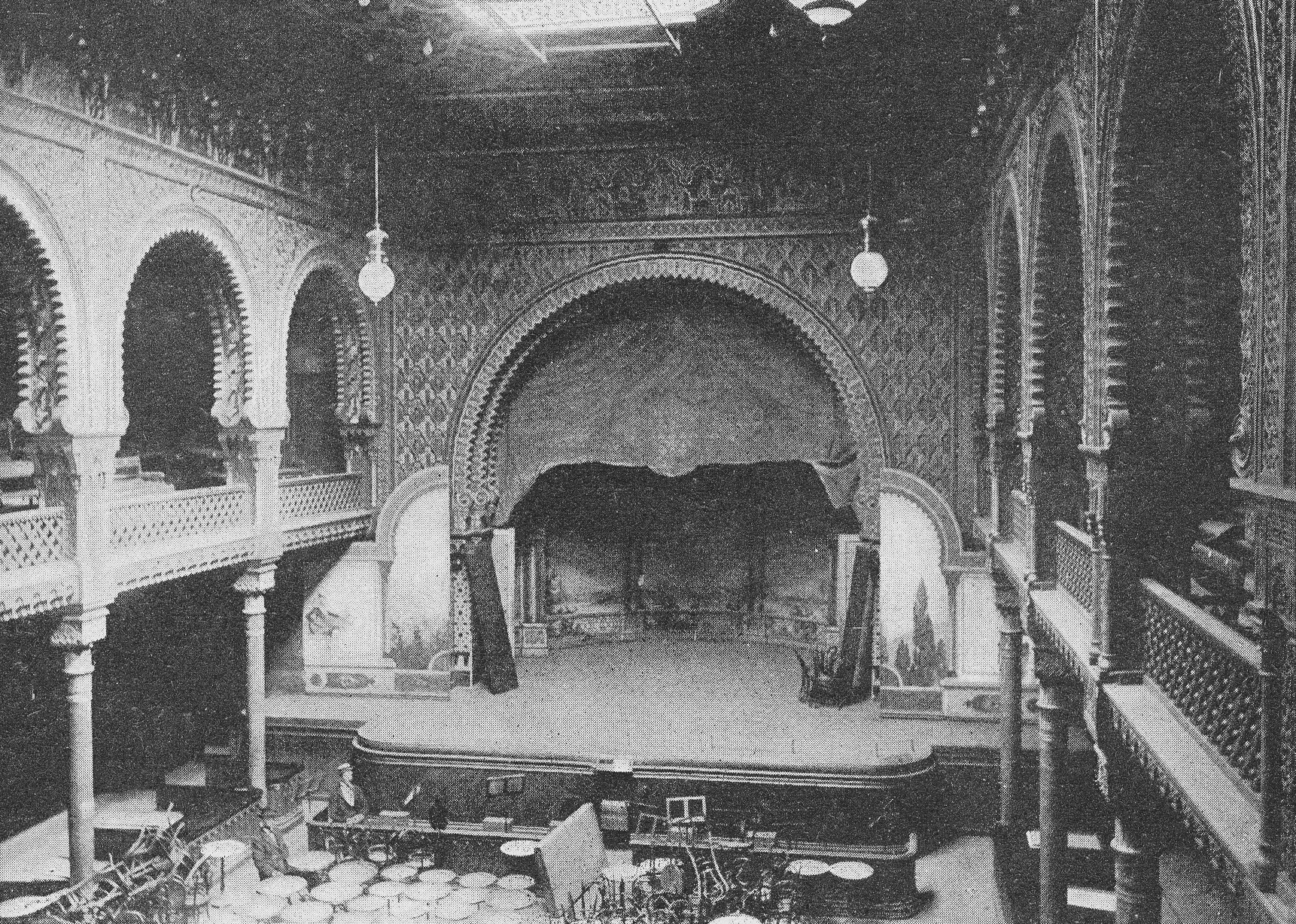
Gamla Sveasalen före branden 1899.

Sveasalen var en varieté och restaurang belägen i en om- och tillbyggnad till Sparreska palatset i kvarteret Hästen på Norrmalm i Stockholm. Huvudingången var från Hamngatan 18. Sveasalen inreddes 1888, och senare gjordes tillbyggnader för Svea-Teatern som var en mindre teaterlokal i huset. Sveasalen revs 1913 tillsammans med Sparreska palatset. På platsen uppfördes varuhuset NK.

## Historik

### Byggnaden

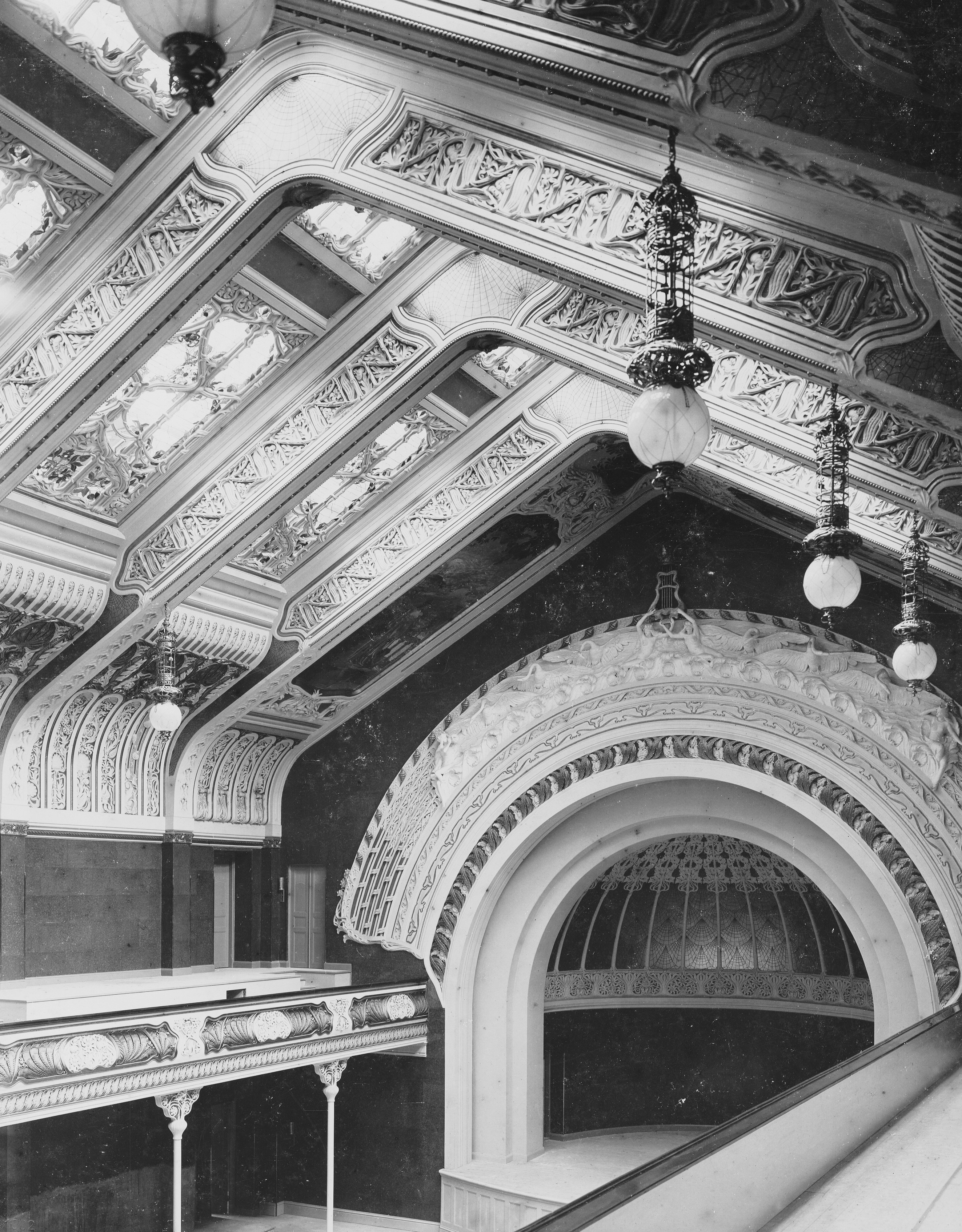
Nya Sveasalen, vy från läktaren, 1901.

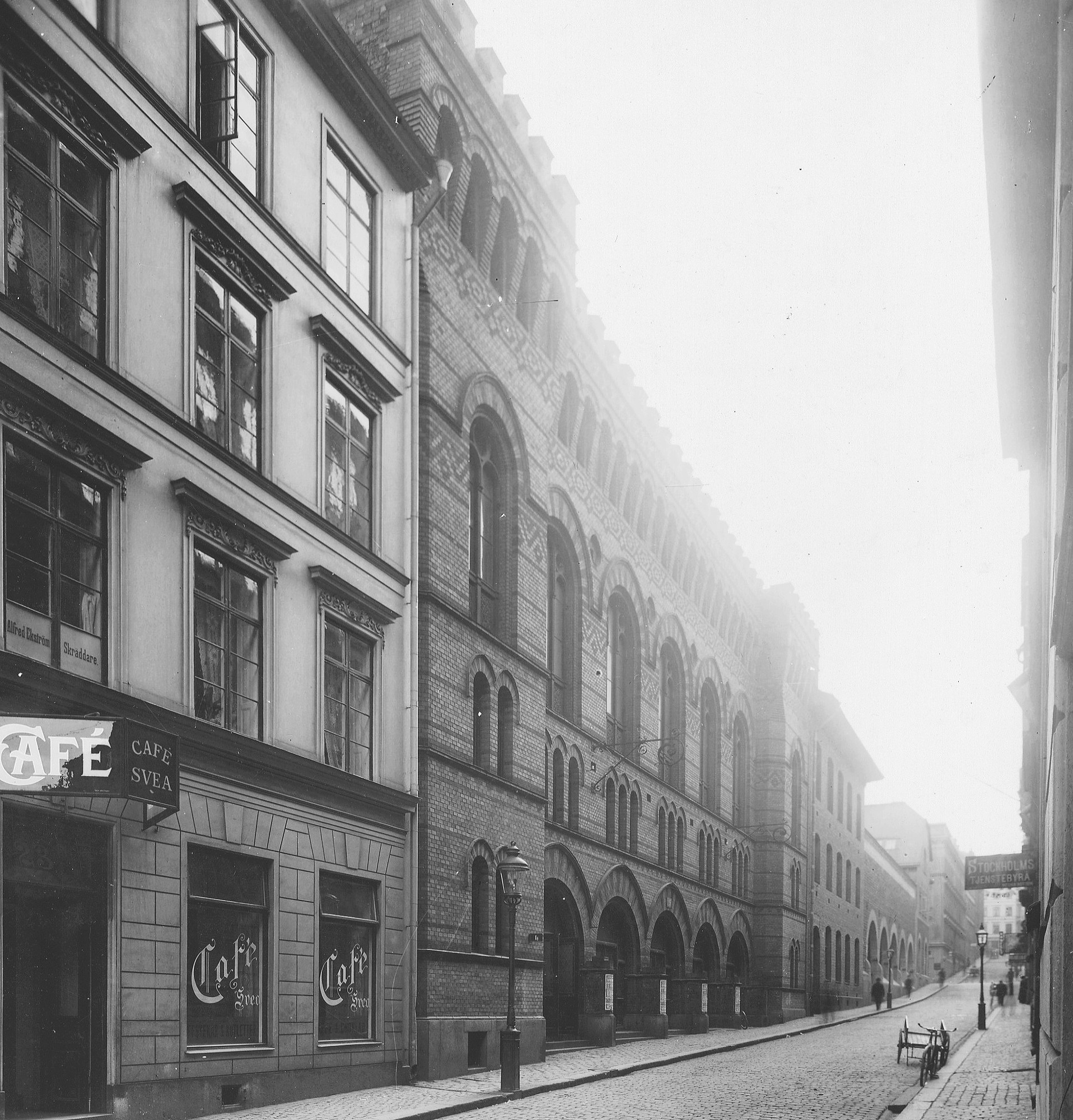
Fasad mot Smålandsgatan.

På 1880-talet förvärvade byggmästare Carl Oscar Lundberg det Sparreska palatset, och lät inreda en nöjeslokal inspirerad av Berns salonger i en tillbyggnad mot Smålandsgatan. Huvudentrén var från Smålandsgatan, men det fanns även en intern förbindelse till palatsdelen som bestod av två svängda trappor. Entrén från Hamngatan smyckades av en skulptur visade Moder Svea med lejonet.
Huset inrymde bland annat en stor restaurang, föreläsningssal (sedermera Svea-Teatern) samt fäkt- och gymnastiksal i bottenvåningen och högre upp en stor konsertsal. Den senare utformades i nymorisk stil och beskrevs av samtiden som "ett Aladdins tjusande sagoslott". Salen anordnades med sin långsida i husets tvärriktning och rymde 1 140 personer. På tre sidor löpte en ganska djup, av 14 smäckra kolonner uppburen läktare och däröver höjde sig 13 arkadbågar. Om kvällarna upplystes salen av 600 glödlampor som hängde dels i arkadbågarna dels i 30 armaturer över och under läktaren.
Mot gatan reste sig en krenelerad tegelfasad med stora rundbågiga fönster, i samma stil som det av Peterson ritade Höganäsmagasinet på Blasieholmen. Salen sträckte sig över två våningar och fick dagsljus via en lanternin i taket. Hela bygget formgavs av arkitekt Ludwig Peterson, som av byggherren fått fria händer och även ritade inredningen in i minsta detalj. För konstruktionerna, bland annat de stora takstolar av järnprofiler som spände över konsertsalen, stod ingenjören Wilhelm Dahlgren.

### Verksamhet

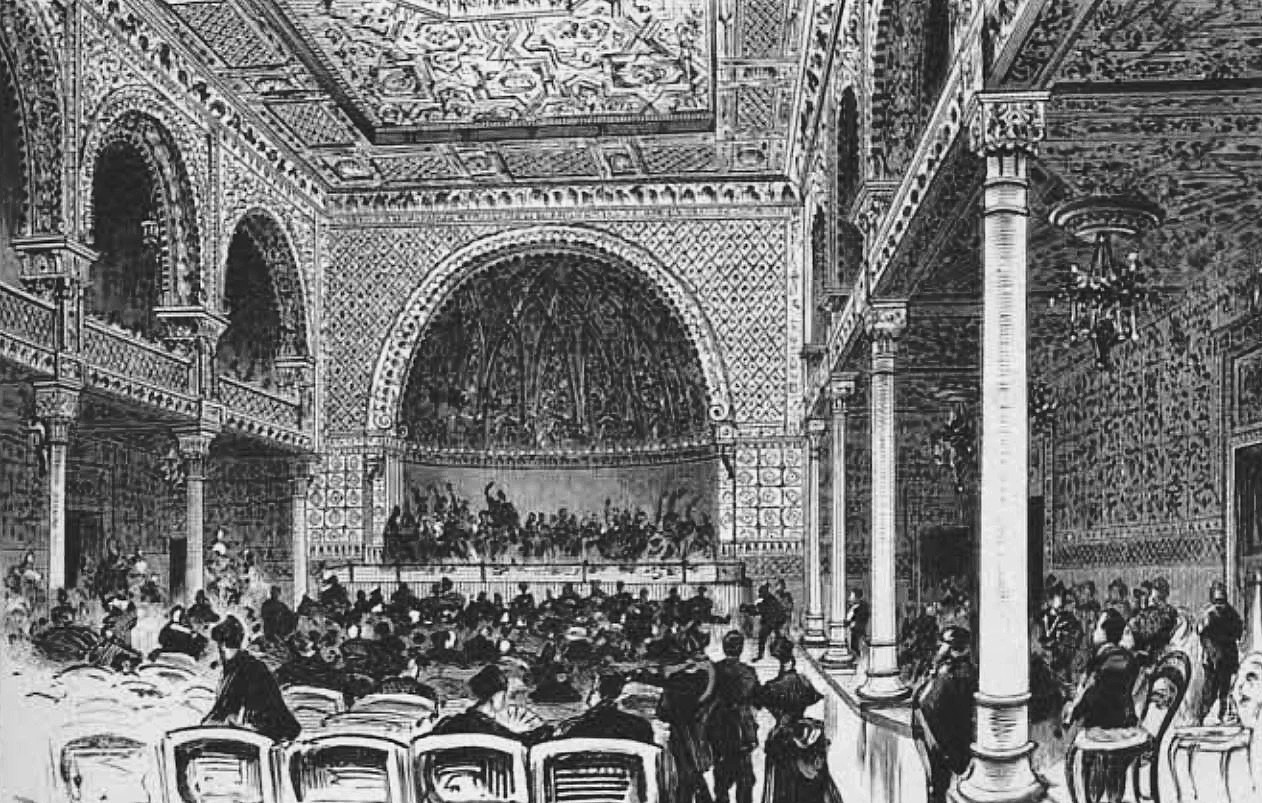
Konsert i Sveasalen, 1890.

Sveasalen var tänkt som Stockholms nya konsertlokal och de första konserterna hölls under kapellmästaren Andreas Hallén. Men publiken svek och bara 40 av salens 1 140 platser såldes, ibland ännu mindre. Först när den franska skådespelerskan Thénard uppträdde var flertalet platser upptagna. Föreläsningar kunde också locka viss publik.
Bland de uppträdande fanns Artemis Colonna, även kallad "barfotadansösen", som gjorde här en skandalomsusad visning 1903. Hon dansade vissa partier utan musik och var enligt kritiker "barfota upp till hakan". Målaren Bruno Liljefors framförde atletiska uppvisningar tillsammans med sina bröder under artistnamnet Bröderna Manzondi. De egentliga musikkvällarna kunde dock inte samla folk. Publiken besökte hellre Berns salonger eller Blanchs café för här kunde man även avnjuta punsch och den saknades i Sveasalen. När Lundberg försökte ändra på det sade myndigheterna "nej".
Hösten 1896 förevisades Kinematografen varje söndag i Sveasalens foajé. Det var en av de första regelbundna biografföreställningar i Sverige. Under Sveasalen låg Svea-Teatern, en mindre teaterlokal för teater- och varietéföreställningar men även för tillfälliga filmvisningar som annonserades i tidningarna som Svea-Teaterns Biograf. Varietéförbudet 1896 innebar ett avbräck för landets kabarélokaler. Från och med då (och in på 1950-talet) var spritservering förbjuden i samband med artistframträdanden.

### Originalritningar

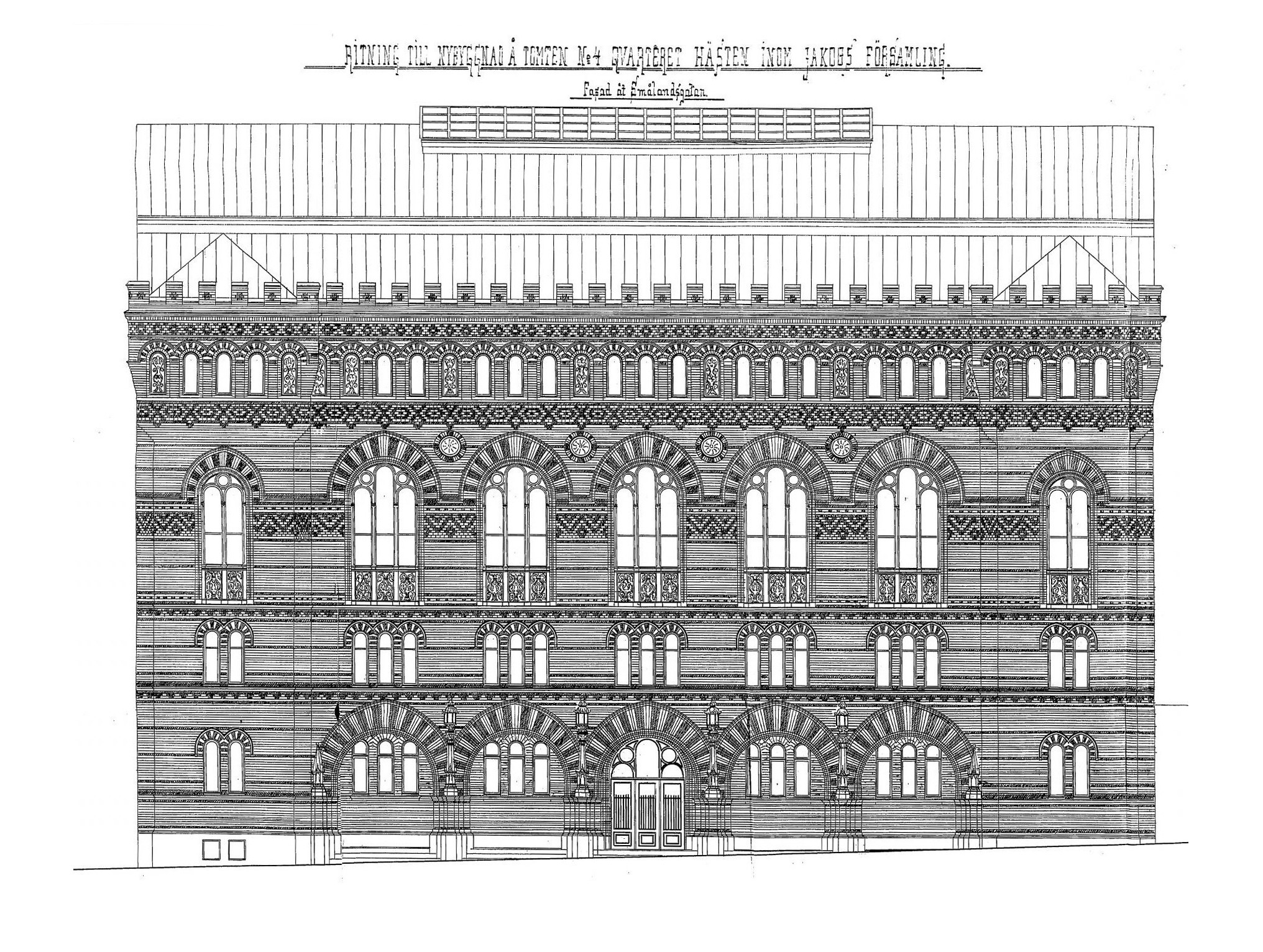
Fasad mot Smålandsgatan.
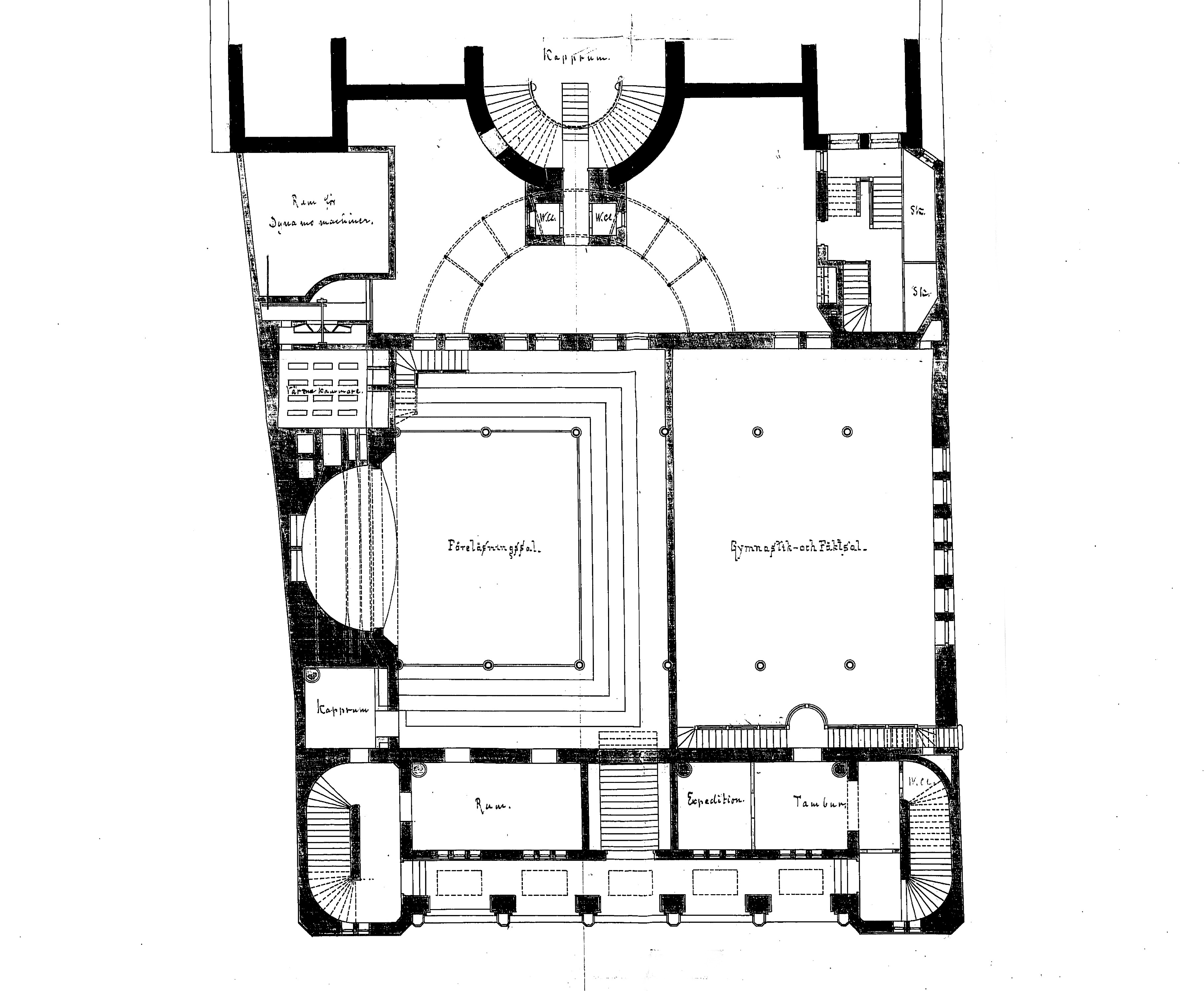
Entréplan.
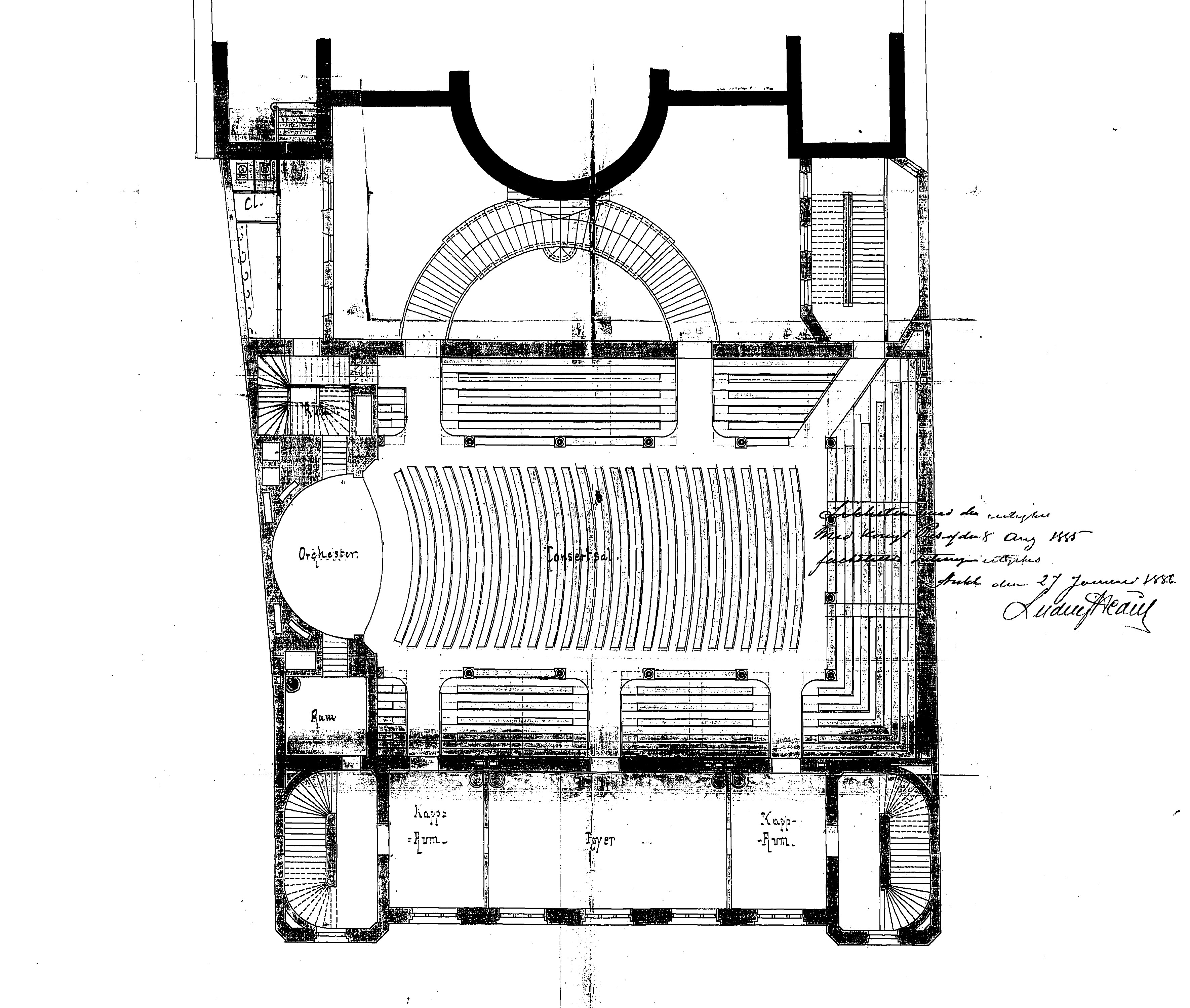
Plan våning 2 trappor Sveasalen.
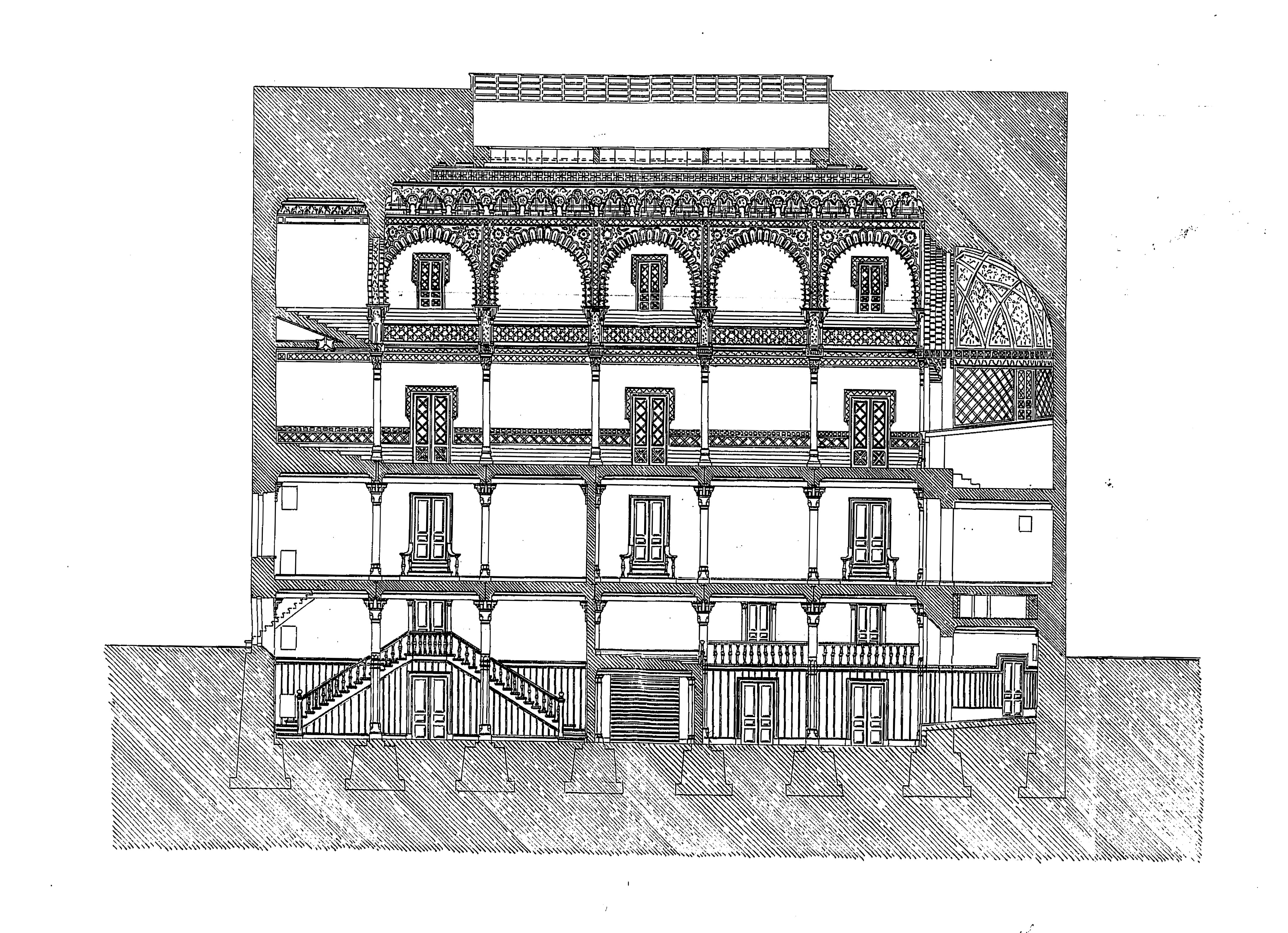
Sektion.
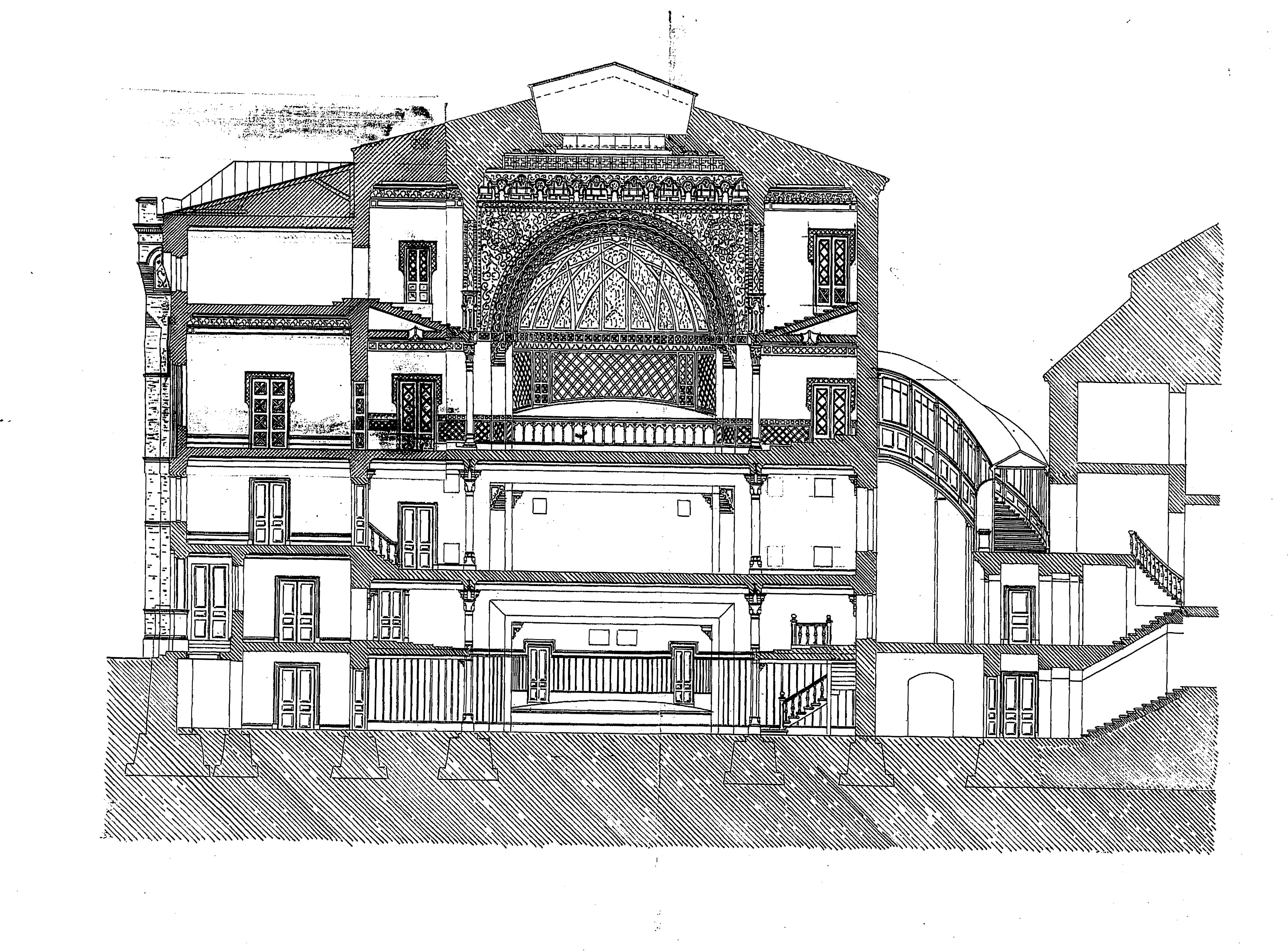
Sektion.

### Branden
Den 5 mars 1899 förstördes Sveasalen i en eldsvåda. Salens salong, läktare, scen och loger försvann i lågorna. Läktaren rasade ner och det tunga ornamenterade taket störtade in. Som mest arbetade ett 70-tal brandmän från två brandstationer med släckningen. Ingen kom till skada men artisterna som brukade uppträda i Sveasalen förlorade sina tillhörigheter. Den största förlusten drabbade ägaren, byggmästaren Carl Oscar Lundberg. Anledning till branden förblev okänd. Sveasalen byggdes upp igen och nyinvigdes 1901. För den nya formgivningen stod Gustaf Wickman. Lokalen eldhärjades åter 1909.

### Röda Kvarn i Sveasalen
I januari 1912 invigde Svenska Biografteatern ledd av Charles Magnusson som VD, sin första egna premiärbiograf i Stockholm, Röda Kvarn i Sveasalen, på sin tid den mest eleganta biografen i Stockholm, där Charles Magnusson visade sina egna filmer. Biografen hade 867 platser och en fjortonmannaorkester. I september 1913 lades biografen ner och huset revs för att göra plats för nya NK-huset. Svenska Bio hyrde då istället Regina-Teatern vid Drottninggatan 71A, och gav den återigen namnet Röda Kvarn. 1915 flyttade Röda Kvarn till Biblioteksgatan 5 där den existerade ända fram till 2006. Idag ligger en Eataly-filial i biografens tidigare lokaler.

## Bilder

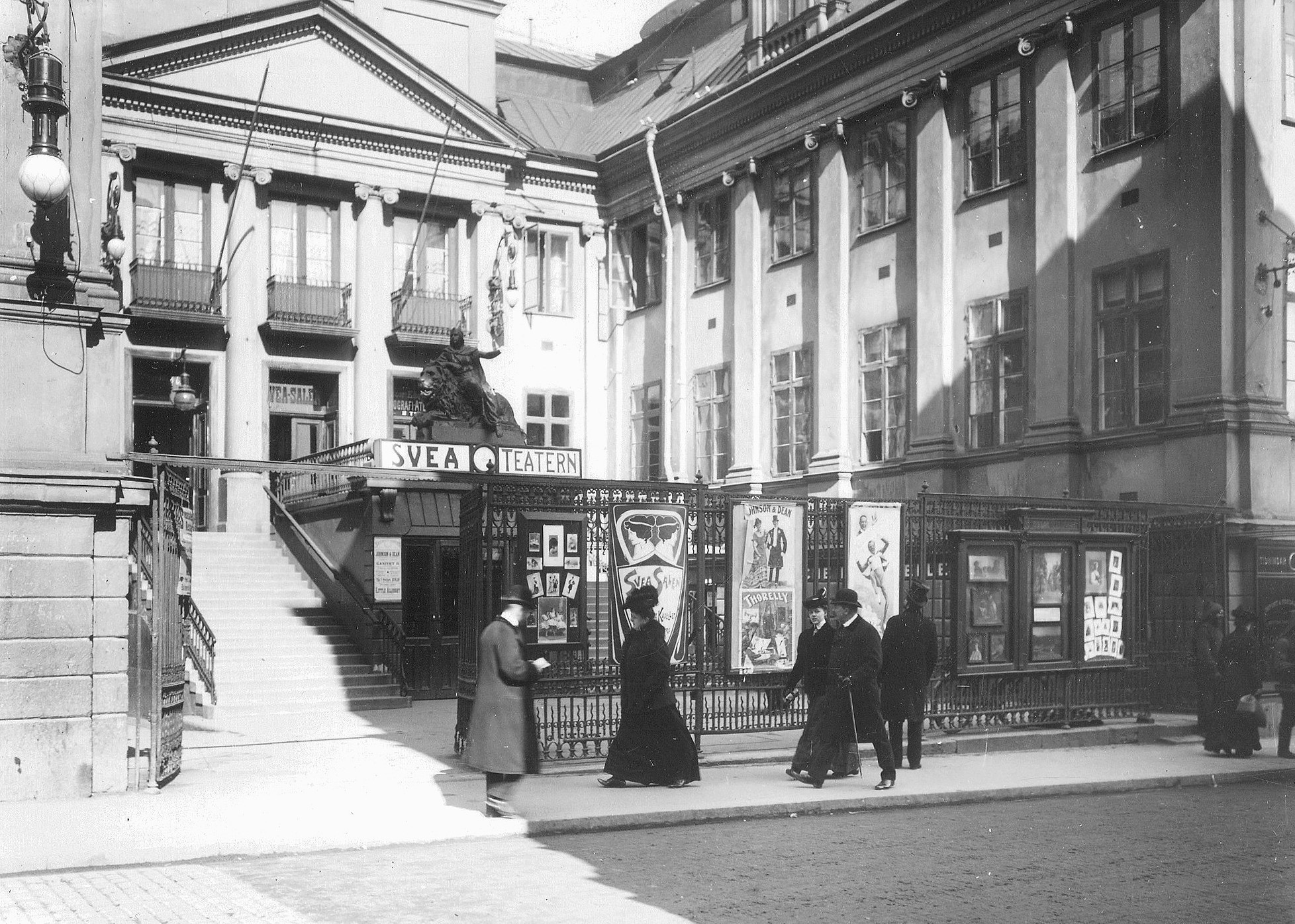
Entrén från Hamngatan.
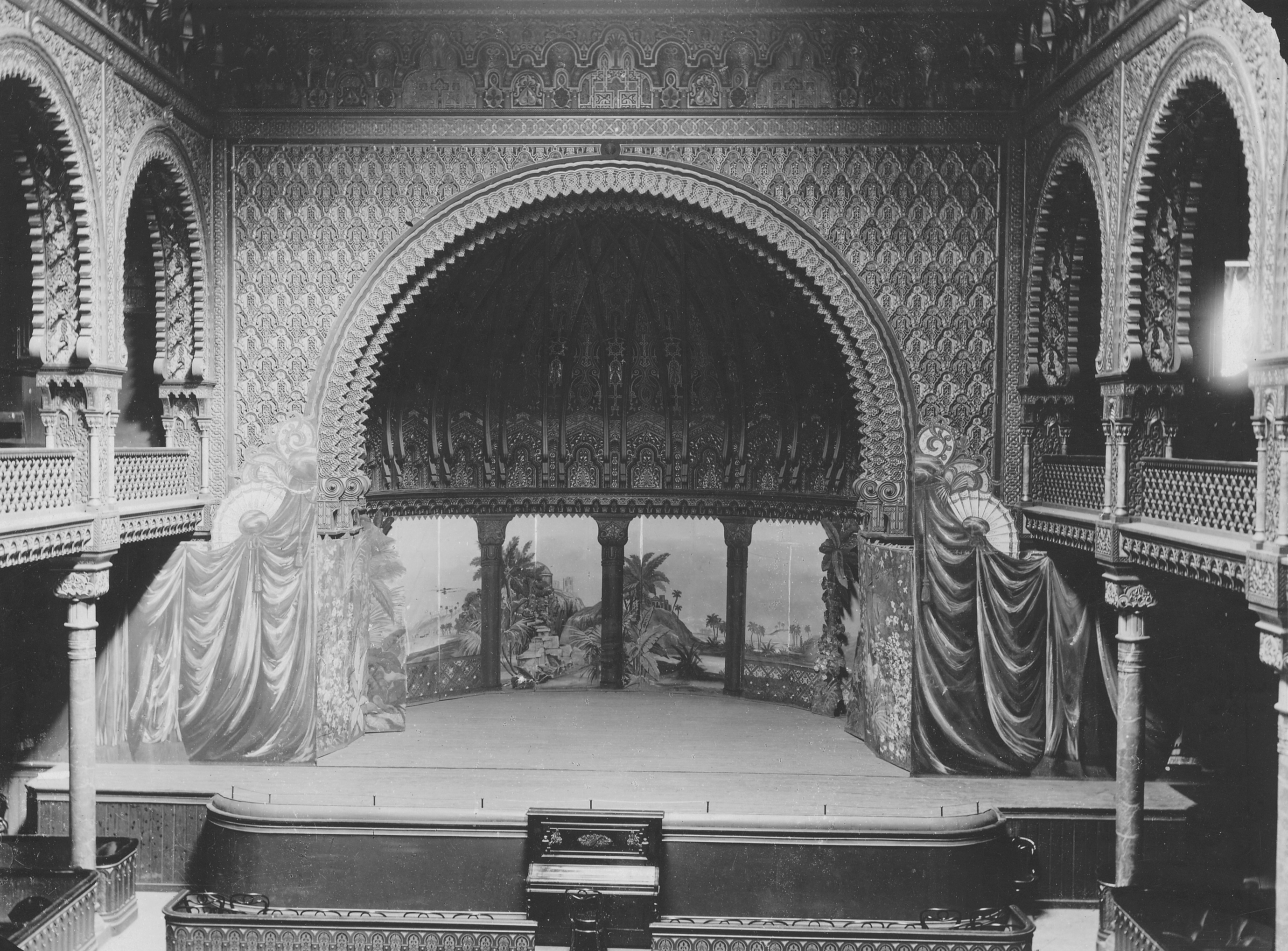
Scenen, gamla Sveasalen.
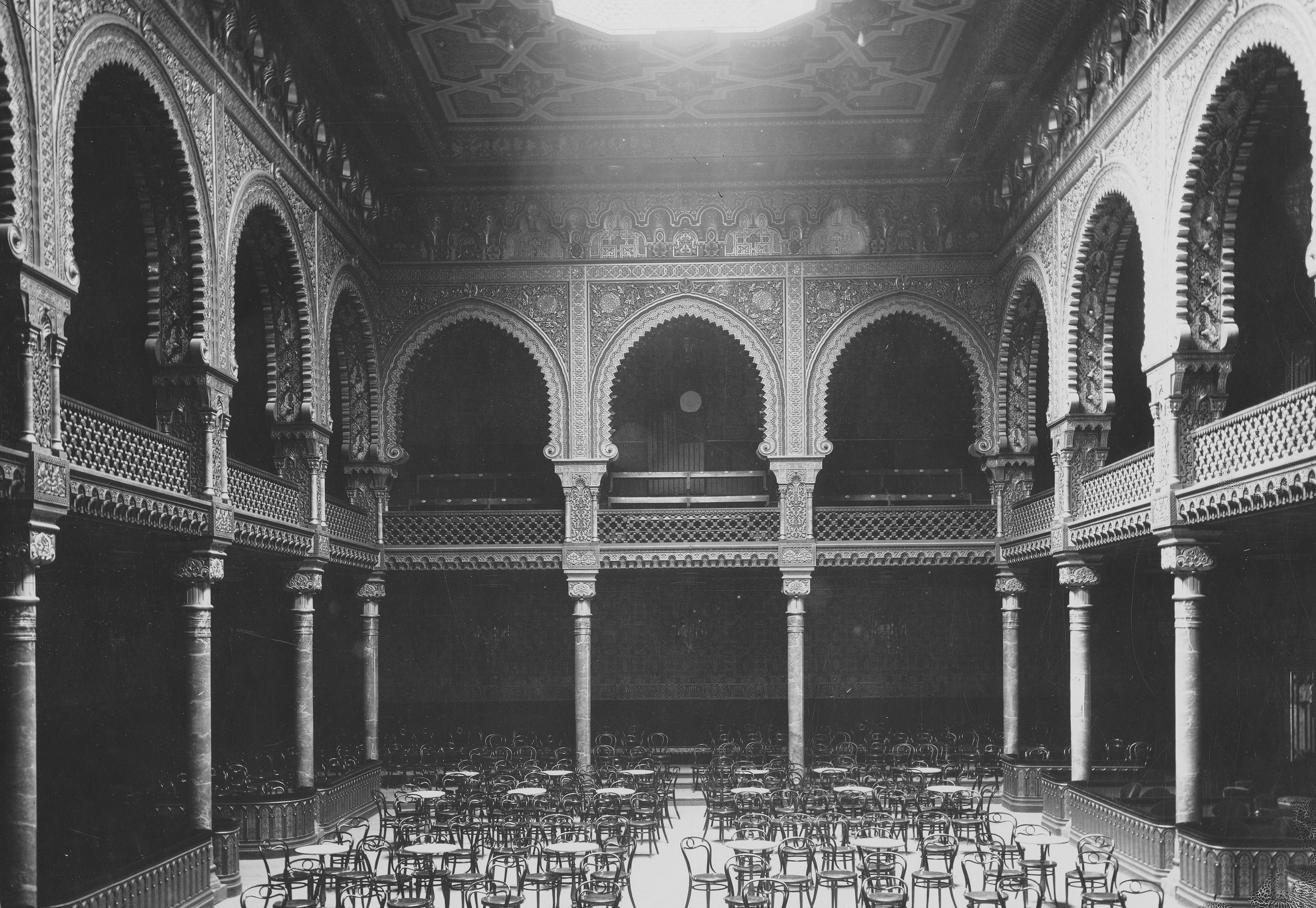
Salongen, gamla Sveasalen.
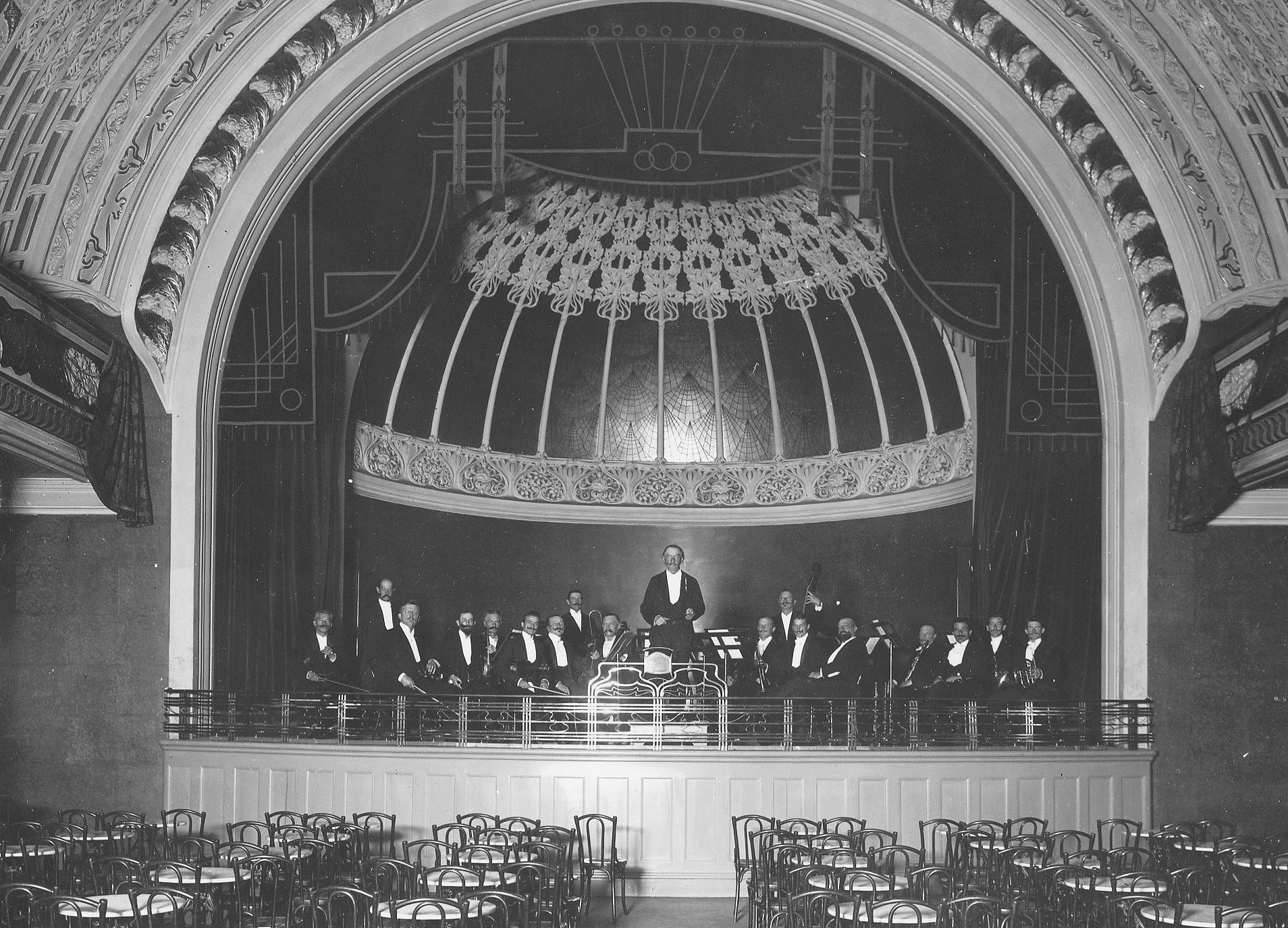
Scenen, nya Sveasalen.
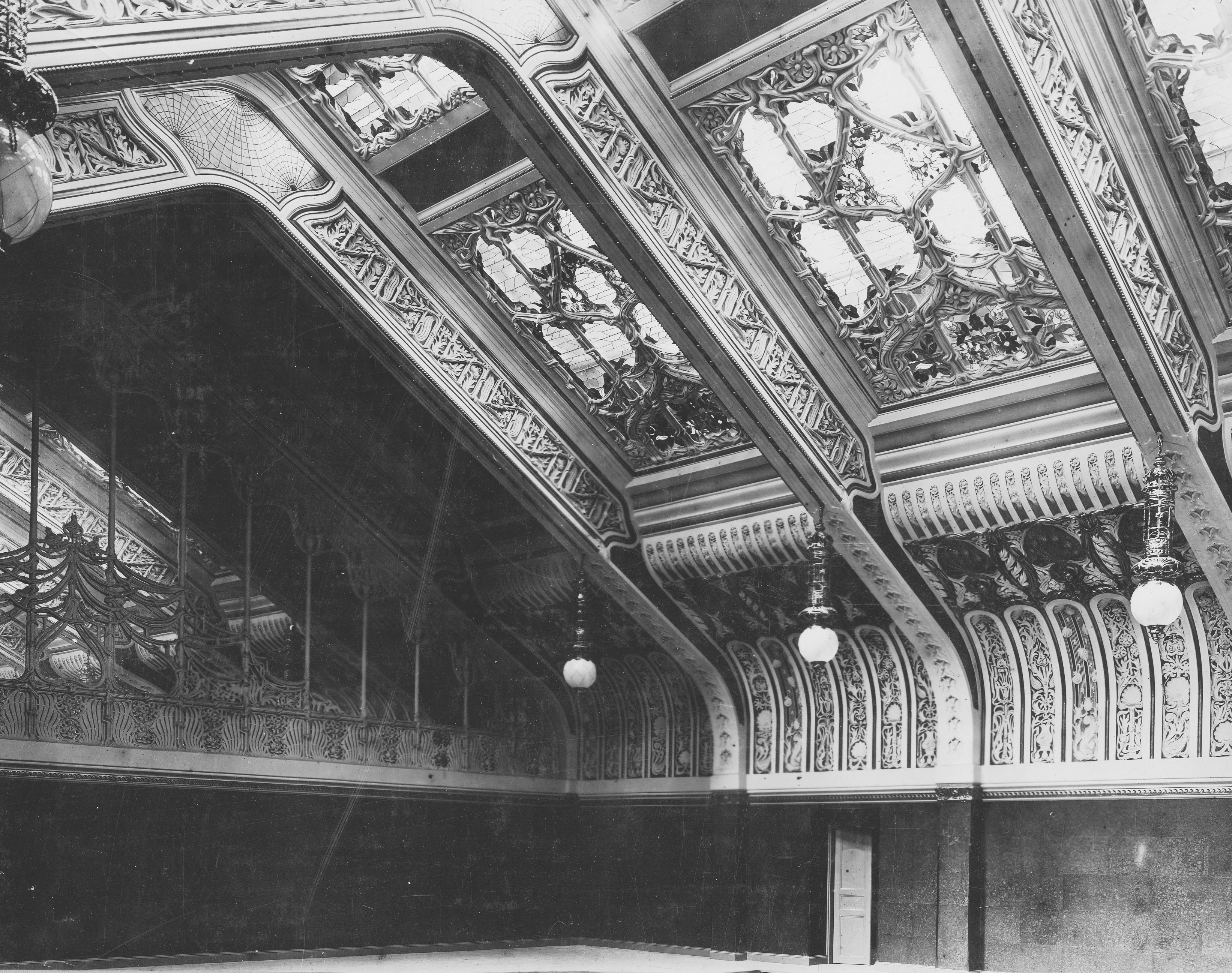
Taket, nya Sveasalen.